# Matt Lambert
Matt Lambert (nascido em Detroit, Michigan, Estados Unidos da América, em 1989]] é um cineasta e fotógrafo americano, conhecido principalmente pelos seus trabalhos relacionados com a comunidade LGBT.

## Biografia
Matt Lambert nasceu e foi criado em Detroit.A maior parte da obra fotográfica e cinematográfica de Lambert explora a juventude e a intimidade, especialmente em grupos sociais queer.

## Cinema
Os trabalhos de Matt Lambert estão a ser exibidos no Festival de Cinema de Tribeca.

### Filmografia
| Ano  | Título                   | Característica      | Notas                          |
| ---- | ------------------------ | ------------------- | ------------------------------ |
| 2008 | Carbon Footprint         | Curta               | Estreia, Realizador, Escritor  |
| 2010 | We Who Are Young Are Old | Curta               | Realizador, Produtor           |
| 2010 | Fuck Machines            | Curta               | Realizador, Escritor, Produtor |
| 2013 | Heile Gänsje             | Curta               | Realizador, Escritor, Produtor |
| 2015 | Meat                     | Curta               | Realizador                     |
| 2016 | Cellar Door              | Curta               | Realizador, Escritor           |
| 2016 | His Sweat                | Documentário curto  | Realizador                     |
| 2017 | Flower                   | Curta, para adultos | Realizador                     |
| 2017 | i-D: Out of this World   | Documentário Curto  | Realizador                     |
| 2017 | Nipples                  | Documentário Curto  | Realizador                     |
| 2020 | Pleasure Park            | Curta, para adultos | Escritor / Realizador          |

## Vídeos de música

### Filmografia
| Ano  | Título                 | Artista                | Notas                |
| ---- | ---------------------- | ---------------------- | -------------------- |
| 2013 | The Libertine          | Patrick Wolf           | Realizador           |
| 2014 | My Offence             | Hércules & Love Affair | Realizador           |
| 2014 | Habitat                | Austra                 | Realizador           |
| 2016 | High School Never Ends | Mykki Blanco           | Realizador, Escritor |
| 2016 | Worship                | Years & Years          | Realizador           |
| 2017 | Paracetamol            | Declan McKenna         | Realizador           |
| 2017 | Butt Muscle            | Christeene             | Realizador           |
| 2018 | Hunted                 | Lotic                  | Realizador           |
| 2018 | Release Me             | Evvol                  | Corealizador         |
| 2018 | As a Man               | Anna Calvi             | Realizador           |
| 2019 | Ode To A Love Lost     | Finn Ronsdorf          | Realizador           |
| 2020 | Blue                   | Finn Ronsdorf          | Realizador           |

## Filmes de moda
As colaborações de Lamberts incluem Rick Owens, Comme Des Garçons, Gucci, Calvin Klein, Givenchy, Charles Jeffrey, Yves Saint Laurent, Hugo, Diesel, Ludovic de Saint Sernin, Palomo Espanha. O seu trabalho está a ser publicado pela Dazed, iD, GQ, Vogue, Documental Journal, Butt.

## Publicações
- KEIM. [S.l.: s.n.] 2015. ISBN 978-3-942547-47-5[20]
- Vitium. [S.l.: s.n.] 2016 [21]
- Home. [S.l.: s.n.] 2017. ISBN 978-0-692-80864-1 [22]
- Músculo de bunda. 2017. Uma colaboração com Rick Owens
- Pleasure Park. 2019. Uma colaboração entre a Fundação Tom of Finland e MEN.com